# Jealous Guy
"Jealous Guy" é uma canção do músico britânico John Lennon de seu álbum Imagine de 1971. Lennon começou a escrever a canção em 1968, quando, como "Child of Nature", estava entre as muitas canções pré-selecionadas pelos Beatles antes de gravar seu álbum duplo autointitulado (também conhecido como "Álbum Branco"). As letras foram inspiradas originalmente por uma palestra proferida por Maharishi Mahesh Yogi no início de 1968, quando os Beatles participaram de seu retiro espiritual em Rishikesh, na Índia. Em sua forma reescrita, a música serve como um confessionário no qual Lennon aborda os sentimentos de inadequação que resultaram em suas falhas como amante e marido. Em janeiro de 1969, o grupo realizou uma jam session da canção durante as gravações do que viria a ser o álbum Let It Be, onde fora referida pelo nome "On the Road to Marrakesh".
"Jealous Guy" é uma das canções mais regravadas de Lennon, com pelo menos 92 versões cover. Lançada como single, a versão do Roxy Music alcançou o número um em vários países três meses após a morte de Lennon, em dezembro de 1980.

## Créditos
Os seguintes músicos participaram da versão do álbum Imagine:
- John Lennon – vocal, violão
- Nicky Hopkins – piano
- John Barham – harmônio
- Alan White – vibrafone
- Klaus Voormann – baixo
- Jim Keltner – bateria
- Mike Pinder – tamborim
- Joey Molland e Tom Evans – violão
- The Flux Fiddlers – cordas